# یواس‌اس آلباتروس (ای‌ام-۷۱)
یواس‌اس آلباتروس (ای‌ام-۷۱) (به انگلیسی: USS Albatross (AM-71)) یک کشتی بود که طول آن ۱۴۷ فوت ۵ اینچ (۴۴٫۹۳ متر) بود. این کشتی در سال ۱۹۳۱ ساخته شد.